# Forêts sèches équatoriennes
Localisation
Les forêts sèches équatoriennes forment une écorégion terrestre définie par le Fonds mondial pour la nature (WWF), située dans l'Ouest de l'Equateur. Elles appartiennent au biome des Forêts de feuillus sèches tropicales et subtropicales dans l'écozone néotropique.